# Макарська
Макарська (хорв. Makarska; mâkarskaː) — місто на узбережжі Адріатичного моря в Хорватії, приблизно за 60 км на південний схід від Спліта та за 140 км на північний захід від Дубровника. Адміністративно Макарська має статус міста і входить до складу Сплітсько-Далматинської жупанії.
Макарська — туристичний центр, розташований у формі підкови в бухті між горами Біоково та Адріатичним морем. Місто відоме завдяки набережній, де розташовані модні кафе, бари і бутики, та пришвартовано багато прогулянкових суден. Поруч з пляжем є кілька великих готелів та кемпінг.
Центр Макарської — старе місто з вузькими вулицями з кам'яної бруківки, на головній площі містяться квітковий та фруктовий ринки, францисканський монастир, у якому виставлена колекція морських раковин з величезною раковиною молюска.
Макарська є центром однойменної Макарської рив'єри під горами Біоково, яка здобула популярність серед туристів. Рив'єра простягається на 60 км між селищами Брела і Градаць. У літній час десятки тисяч туристів приїздять сюди з Німеччини, Австрії, Чехії, Словаччини, Швеції, Словенії, Угорщини, Боснії і Герцеговини та інших країн.

## Населення
Населення громади за даними перепису 2011 року становило 13834 осіб, 3 з яких назвали рідною українську мову. Населення самого міста становило 13426 осіб.
Динаміка чисельності населення громади:
Динаміка чисельності населення міста:

## Населені пункти
Крім міста Макарська, до громади також входить Велико Брдо.

## Клімат і рослинність
Місто знаходиться у зоні, котра характеризується середземноморським кліматом. Найтепліший місяць — липень із середньою температурою 19.4 °C (67 °F). Найхолодніший місяць — січень, із середньою температурою 1.1 °С (34 °F).
| Клімат Макарської       | Клімат Макарської | Клімат Макарської | Клімат Макарської | Клімат Макарської | Клімат Макарської | Клімат Макарської | Клімат Макарської | Клімат Макарської | Клімат Макарської | Клімат Макарської | Клімат Макарської | Клімат Макарської | Клімат Макарської |
| Показник                | Січ.              | Лют.              | Бер.              | Квіт.             | Трав.             | Черв.             | Лип.              | Серп.             | Вер.              | Жовт.             | Лист.             | Груд.             | Рік               |
| Середній максимум, °C   | 3,9               | 6,1               | 8,9               | 12,8              | 17,8              | 22,2              | 25                | 25                | 21,1              | 16,1              | 11,1              | 6,1               | 14,7              |
| Середня температура, °C | 1,1               | 2,8               | 5                 | 8,9               | 13,3              | 17,2              | 19,4              | 19,4              | 16,1              | 11,7              | 7,2               | 2,8               | 10,4              |
| Середній мінімум, °C    | −2,2              | −1,1              | 1,1               | 5                 | 8,9               | 12,2              | 13,9              | 13,9              | 11,1              | 7,2               | 2,8               | −1,1              | 6                 |
| Норма опадів, мм        | 105               | 99                | 93                | 90                | 78                | 82                | 55                | 63                | 80                | 110               | 150               | 148               | 1153              |
| Днів з опадами          | 13                | 12                | 13                | 13                | 12                | 13                | 8                 | 9                 | 9                 | 11                | 13                | 14                | 140               |
| ----------------------- | ----------------- | ----------------- | ----------------- | ----------------- | ----------------- | ----------------- | ----------------- | ----------------- | ----------------- | ----------------- | ----------------- | ----------------- | ----------------- |
| Джерело: Weatherbase    |                   |                   |                   |                   |                   |                   |                   |                   |                   |                   |                   |                   |                   |

Рослинність у місті та околицях належить до вічнозеленого середземноморського типу та субтропічної флори для якої притаманні пальми, агави, кактуси.

## Історія

### Передісторія
Поблизу сучасного міста існувало поселення вже в середині другого тисячоліття до нашої ери. Вважається, що цим поселенням користувались критяни на шляху до Адріатичного узбережжя (так званий «бурштиновий шлях»). Однак це був лише один з портів зі зв'язками з більш широким Середземномор'ям, про що свідчать мідні таблетки з критською і єгипетською системами мір. Аналогічні таблетки були знайдені в єгипетських пірамідах. В іллірійську епоху цей регіон був частиною більш широкого союзу племен на чолі з Ардеансами, заснованого у третьому столітті до нашої ери в області Центіна (Оміш) до річки Вйосе в сучасній Албанії.

### Римська епоха
Хоча римляни стали правителями Адріатики, перемігши Ардеанс в 228 р., їм знадобилося два століття аби затвердити свою владу. Римляни відправляли своїх солдатів ветеранів на поселення в Макарській.
Після краху імперії в 395 р. ця частина Адріатичного узбережжя стала частиною Східної Римської імперії, і багато людей рятувались втечею до Мукурум від нової хвилі загарбників. Місто присутнє в Пейтингерових таблицях (Tabula Peutingeriana) як порт Інаронія, але згадується як Мукурум, більше поселення, що виросло в найнедоступнішій частині Біокових гір, ймовірно, на самому краю римської цивілізації. Воно з'являється в актах Салонанського Синоду від 4 травня 533 н. е., який відбувся в Салоні, коли також була створена місцева єпархія.

### Велике переселення народів
У 548 р., Мукурум був знищений армією остготського короля Тотіла. Візантійський імператор вигнав східних готів (остготів). У VII столітті область між Цетиною і Неретвою була окупована слов'янами, які створили князівство Неретва, з адміністративним центром в Мокро (Макарська). Дож Венеції П'єтро I Кандьяно, флот якого було направлено до міста, щоб покарати місцеві судна за піратство, був розбитий 18 вересня 877 р. і мав сплатити репарації Неретві за вільний прохід своїх човнів до Адріатичного моря. В часи існування Неретви на узбережжі з'являється порт, відомий як Макар.

### За різних правителів
Князівство було анексовано королівством Хорватія в XII столітті, і було завойовано Венецією століття потому. Скориставшись суперництвом між хорватськими володарями та їхньою боротьбою за владу (1324-1326 рр.), боснійський Бан Степан Котроманич анексує прибережні райони Макарської. В ці часи змінилось багато правителів: від хорватських та боснійських феодалів до феодалів із Захумлє (пізніше Герцеговина).
У насиченому подіями XV столітті турки завоювали Балкани. Щоб захистити свою землю від турків, герцог Вукчич передав порубіжні провінції Країна та Неретва до Венеції 1452 року. Прибережні райони Макарської перейшли до турків 1499 року. Місто було оточено стінами з трьома баштами. Назву Макарської згадано вперше в документі 1502 р., у якому розповідалось про те, як черницям з міста було дозволено відновити свій храм.

### В Османській імперії

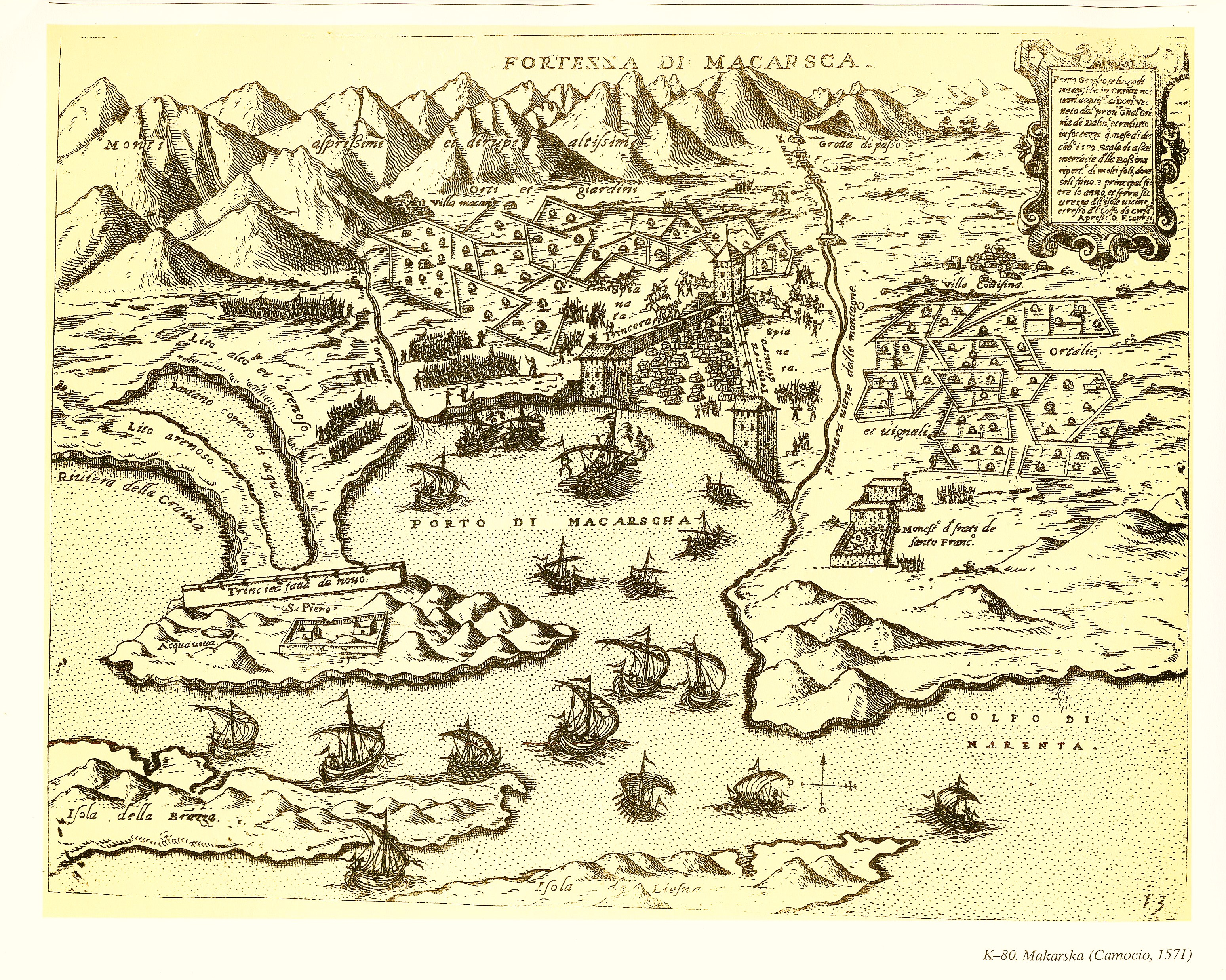
Карта, на якій зображено спробу турків захопити Макарську після Битви при Лепанто 1571 р.

Турки були пов'язані з усіма частинами Адріатичного моря через порт в Макарській, і тому вони приділяли велику увагу підтримці порту. 1568 р. вони побудували фортецю для захисту від Венеції. Під час турецького панування центр адміністративної та судової влади знаходився у Фочі, Мостарі, на короткий час у самій Макарській і, нарешті, у Габела на річці Неретва.
Під час війни між Венецією і турками за Крит (1645-1669 рр.) прагнення населення звільнитись від влади турків посилилось, і 1646 року Венеція відбила узбережжя. Але період паралельного панування тривав до 1684 р., доки не зникла загроза з боку турків 1699 року.

### Ще раз під владою Венеції
Після повернення до правління Венеції в 1646 році, Макарська була передана Австрії за Кампо-Формійським мирним договором. 1695 р. Макарська стала резиденцією єпископів, підприємницька діяльність повернулась до життя, але вона знаходилась на периферії та недостатньо уваги приділялось освіті мешканців. Коли тривала боротьба проти Османської імперії, Венеція більше зважала на потреби місцевого населення. За свідченнями дорожніх хронік Альберто Фортіса (18 століття), Макарська була єдиним містом на узбережжі і єдиним містом в Далматії, де не було жодних історичних решток.

### З 1797 по 1813
З падінням Венеції в Макарську входить австрійська армія і залишається тут до поразки від Наполеона. Французи прибули до Макарської 8 березня 1806 р. і залишились тут до 1813 року. Цей період позначився процвітанням, культурним, соціальним, та економічним розвитком. Згідно з французькими законами всі люди були рівні та були ухвалені вперше за багато століть закони про освіту хорватською мовою. Були відкриті школи. У цей час Макарська було невеликим містом з близько 1580 мешканців.

### У складі Австрійської імперії (1813-1918)
Як і в Далмації в цілому, австрійська влада запровадила політику італійщення, і офіційною мовою була проголошена італійська. Представники Макарської в асамблеї Далмації в Задарі та Імператорській раді у Відні вимагали впровадження хорватської мови для використання в суспільному житті, але влада вперто виступала проти. Один з лідерів національної (про-хорватської) партії був Міховіл Павлінович з Підгора. Макарська була одним з перших міст, де була офіційно визнана хорватська мова (1865). У другій половині XIX століття Макарська переживає велике піднесення, і в 1900 р. тут проживало близько 1800 жителів. Місто стає вузловою точкою торгівлі сільгосппродукцією не тільки з прибережних районів, а й з внутрішніх земель (Боснія і Герцеговина), та має водне сполучення з Трієстом, Рієкою і Сплітом.
Віденський конгрес залишив Макарську Австро-Угорщині, у складі якої місто перебувало до 1918 року.

### XX століття
На початку XX століття сільське господарство, торгівля і рибальство залишаються основою місцевої економіки. 1914 р. був побудований перший готель, який започаткував місцеві традиції туризму. Під час Другої світової війни Макарська входила до складу маріонеткової Незалежної Держави Хорватія. Тут був порт для військово-морського флоту країни, який служив штаб-квартирою Центрального Адріатичного військово-морського командування перед перенесенням до Спліту.
Після війни Макарська переживає період росту, населення потроїлось. Всі природні переваги регіону були використані для створення в Макарській одного з найвідоміших туристичних районів хорватської Адріатики.
У 2007 р., все ще триває ексгумація жертв Другої світової війни.

## Головні визначні пам'ятки
- Собор Сан-Марко (XVII століття), на головній площі.
- Статуя ченця Андрія Качича Мошича, роботи відомого хорватського скульптора Івана Рендича.
- Церква Св. Філіпа (XVIII століття).
- Церква Святого Петра (XIII століття), розташована на півострові Святого Петра, перебудована в 1993 році.
- Францисканський монастир (XVI століття). Містить бібліотеку з багатьма книгами та рідкісними стародруками і відомою колекцією раковин з усього світу, зібрані в музеї з 1963 року.
- Пам'ятник Наполеону, споруджений на честь французького маршала Мармона в 1808 році.
- Палац Іванішевича в стилі бароко.
- Вілла Тоноллі, у якій знаходиться музей міста.

## Люди
- Джузеппе Адобаті (1909-1986) — італійський актор
- Андрій Качич Мошич (1704-1760) — хорватський поет і чернець
- Ален Бокшич (1970 -) — хорватський футболіст

## Галерея

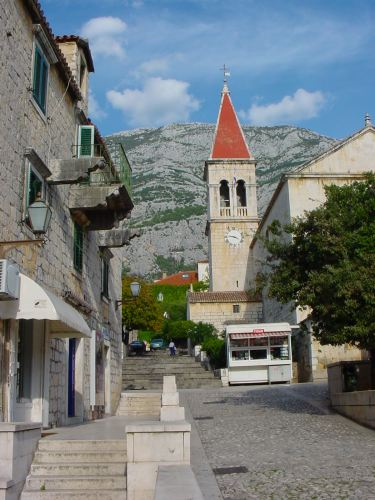
Вулиця в Макарській
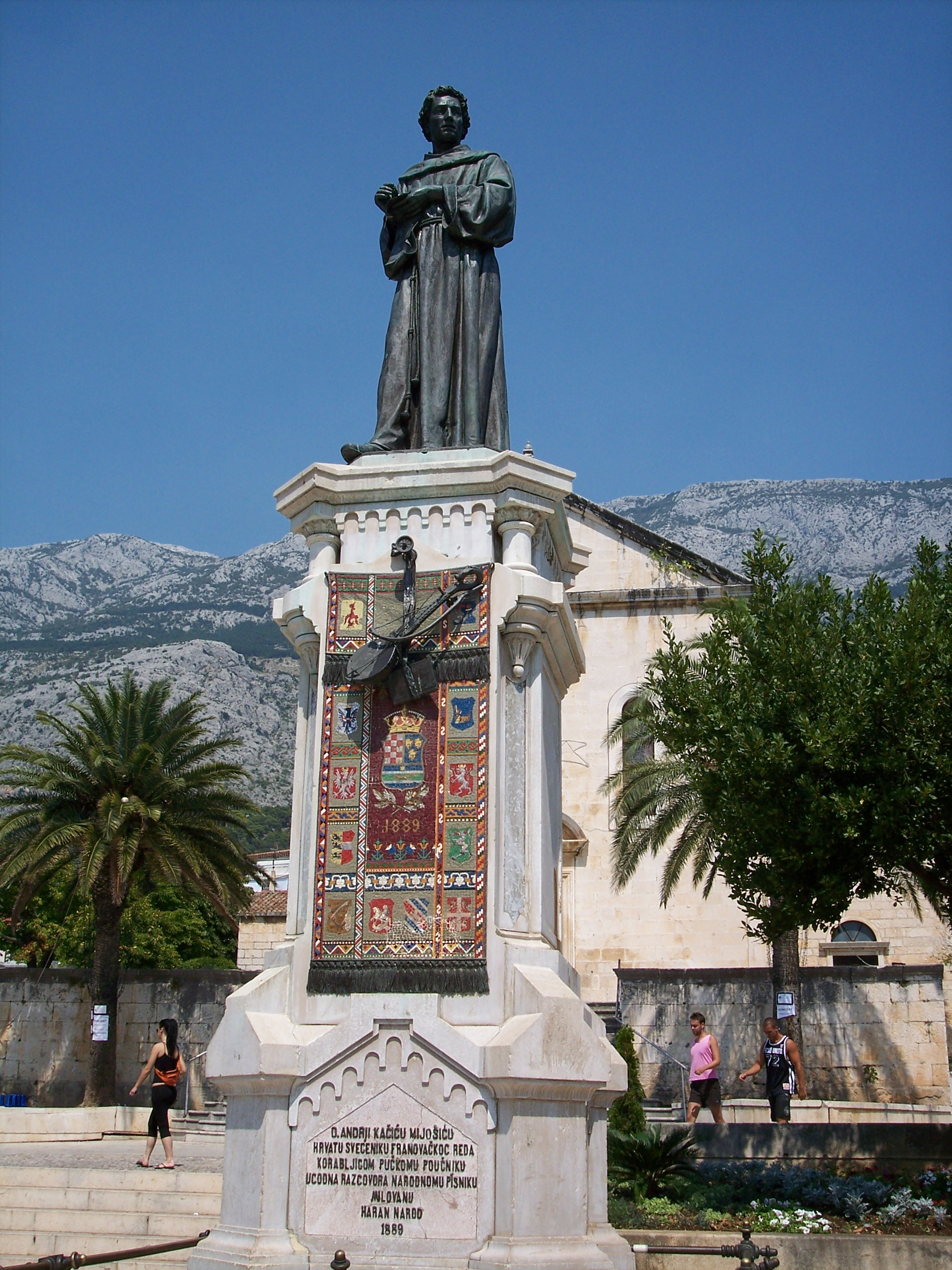
Статуя Андрія Качича Мошича
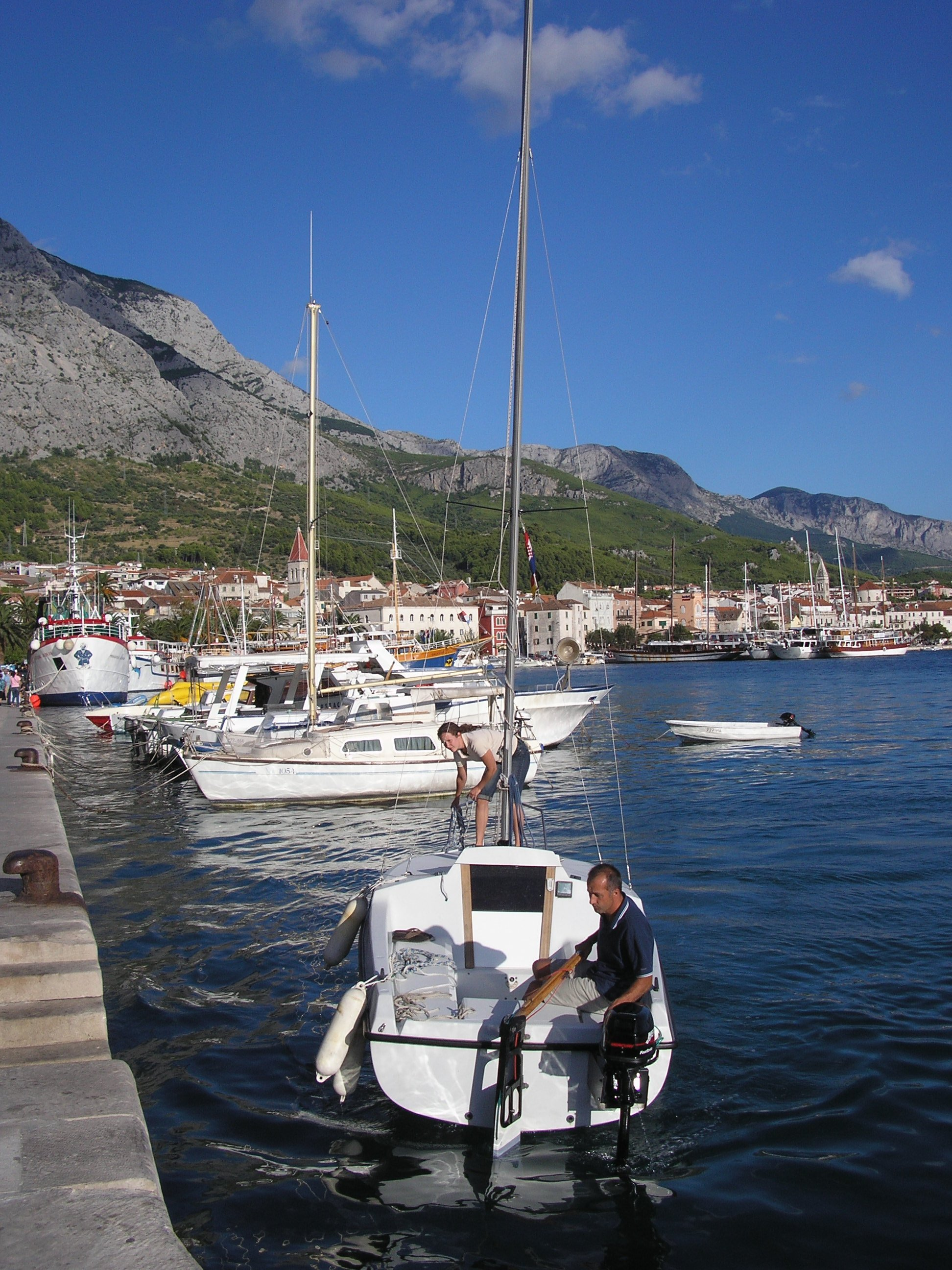
Затока в Макарській